# Björn Hlynur Haraldsson
Björn Hlynur Haraldsson (Reykjavík, 8 dicembre 1974) è un attore islandese.

## Carriera
Nel 2001 è stato il co-fondatore della compagnia teatrale islandese Vesturport. Si è fatto notare in patria recitando nei film Eleven Men Out (2005), dove ha interpretato un calciatore omosessuale del Knattspyrnufélag Reykjavíkur, e Mýrin (2006), diretto da Baltasar Kormákur. Lo stesso anno, ha ricevuto lo Shooting Stars Award al Festival di Berlino come attore emergente.
Nel 2013 è apparso nel suo primo progetto internazionale, interpretando il ruolo ricorrente del condottiero Gianpaolo Baglioni, signore di Perugia, nella terza stagione della serie televisiva canadese I Borgia. Dal 2015 al 2018 è stato co-protagonista della serie Fortitude, ambientata nell'arcipelago delle isole Svalbard, ma nella realtà girata in gran parte in Islanda e in misura minore in Inghilterra.

## Filmografia parziale

### Cinema
- Kaldaljós, regia di Hilmar Oddsson (2004)
- Eleven Men Out (Strákarnir okkar), regia di Róbert Ingi Douglas (2005)
- Mýrin, regia di Baltasar Kormákur (2006)
- Sveitabrúðkaup, regia di Valdís Óskarsdóttir (2008)
- Desember, regia di Hilmar Oddsson (2009)
- Kóngavegur, regia di Valdís Óskarsdóttir (2010)
- City State (Borgríki), regia di Olaf de Fleur (2011)
- Mi stai ammazzando, Susana (Me estás matando, Susana), regia di Roberto Sneider (2016)
- Eurovision Song Contest - La storia dei Fire Saga (Eurovision Song Contest: The Story of Fire Saga), regia di David Dobkin (2020)
- Lamb (Dýrið), regia di Valdimar Jóhannsson (2021)
- Leynilögga, regia di Hannes Þór Halldórsson (2021)

### Televisione
- I Borgia (The Borgias) – serie TV, 5 episodi (2013)
- Fortitude – serie TV, 25 episodi (2015-2018)
- Trapped (Ófærð) – serie TV, 18 episodi (2015-2019)
- The Witcher – serie TV, episodi 1x01-1x04-1x07 (2019)

## Riconoscimenti
- Festival di Berlino[1]
  - 2006 – Shooting Stars Award (Islanda)